# Тод Волтерс
Тод Деніел Волтерс (англ. Tod Daniel Wolters; нар. 1960) — американський військовик, генерал ВПС США, командувач Європейським командуванням Збройних сил США і Верховний головнокомандувач Об'єднаних збройних сил НАТО в Європі з травня 2019 до липня 2022 року.

## Біографія
Тод народився 1960 року в сім'ї бригадного генерала Томаса Едварда Волтерса (1932—2004).
У 1982 році закінчив Академію ВПС США в Колорадо-Спрінгс. Отримав звання другого лейтенанта. Потім пройшов льотну підготовку на різних авіабазах у США та ФРН. 1984 року одержав звання першого лейтенанта, а 1986 — капітана.
За свою кар'єру він був льотчиком-інструктором, ад'ютантом командувача Тихоокеанським командуванням США, командиром різних авіаційних підрозділів, заступником командувача з військово-політичних питань Об'єднаного перехідного командування з безпеки в Афганістані, директором повітряних, космічних і кібернетичних операцій в штаб-квартирі Космічного командування ВВС США, командиром 9-ї повітряно-космічної експедиційної цільової групи в Афганістані, заступником командувача повітряного компоненту сил США в Афганістані, директором операцій в Об'єднаному штабі, командувачем ВПС США в Європі і Африці, а також командувачем Об'єднаним повітряним командуванням. Дослужився до звання генерала, яке отримав 11 серпня 2016 року.
15 березня 2019 року президент США Дональд Трамп призначив Волтерса командувачем Європейським командуванням Збройних сил США і Верховним головнокомандувачем Об'єднаних збройних сил НАТО в Європі.

## Нагороди
| Bronze oak leaf cluster                           | Bronze oak leaf cluster                                                                               |                                                                                 |
| Bronze oak leaf cluster · Bronze oak leaf cluster | Bronze oak leaf cluster                                                                               |                                                                                 |
| Bronze oak leaf cluster · Bronze oak leaf cluster | Bronze oak leaf cluster                                                                               | Bronze oak leaf cluster · Bronze oak leaf cluster · Bronze oak leaf cluster     |
|                                                   | Bronze oak leaf cluster · Bronze oak leaf cluster                                                     |                                                                                 |
| Gold star                                         | Bronze oak leaf cluster                                                                               | V · Bronze oak leaf cluster · Bronze oak leaf cluster · Bronze oak leaf cluster |
|                                                   | Bronze oak leaf cluster                                                                               |                                                                                 |
| Bronze oak leaf cluster                           | Bronze star                                                                                           |                                                                                 |
| Bronze star                                       | Bronze star                                                                                           |                                                                                 |
|                                                   | | Bronze oak leaf cluster · Bronze oak leaf cluster                               |
| Bronze oak leaf cluster                           | Silver oak leaf cluster · Bronze oak leaf cluster · Bronze oak leaf cluster · Bronze oak leaf cluster |                                                                                 |
|                                                   | |                                                                                 |

|  |  |  |  |
|  |  |  |  |

Зверху вниз, зліва направо :
- Перший ряд: Медаль за видатну службу в Збройних силах з одним бронзовим пучком дубового листя, медаль Військово-повітряних сил «За видатну службу» з одним пучком дубового листя, медаль «За бездоганну службу»;
- Другий ряд: Орден «Легіон пошани» з двома бронзовими пучками дубового листя, медаль «Бронзова зірка» з одним пучком дубового листя, медаль Міністерства оборони «За похвальну службу»;
- Третій ряд: Медаль «За похвальну службу» з двома бронзовими пучками дубового листя, медаль ВПС з одним пучком дубового листя, авіаційна медаль «За досягнення» з трьома пучками дубового листя;
- Четвертий ряд: Похвальна медаль Об'єднаного командування, похвальна медаль Військово-повітряних сил з двома бронзовими пучками дубового листя, медаль Військово-повітряних сил «За успіхи»;
- П'ятий ряд: Медаль Військово-повітряних сил «За бойові дії» з однією золотою зіркою за службу, нагорода за видатну єдність частини (США) з одним пучком дубового листя, нагорода видатному авіаційному підрозділу з літерою «V» і трьома бронзовими пучками дубового листя;
- Шостий ряд: Нагорода видатному авіаційному підрозділу (друга стрічка як позначення п'ятого нагородження), нагорода видатної організації Військово-повітряних сил з одним пучком дубового листя, нагорода найкращому підрозділу Армії;
- Сьомий ряд: Медаль бойової підготовленості з одним пучком дубового листя, медаль «За службу національної оборони» з бронзовою зіркою за службу, медаль експедиційних збройних сил;
- Восьмий ряд: Медаль «За службу в Південно-Західній Азії» з однією зіркою за службу, медаль «За кампанію в Афганістані» з однією зіркою за службу, медаль «За службу в експедиційних військах глобальної війни з тероризмом»;
- Дев'ятий ряд: Медаль «За участь в глобальній війні з тероризмом», стрічка короткої служби у Військово-повітряних силах за кордоном, стрічка довгої служби у Військово-повітряних силах за кордоном з двома пучками бронзових листя;
- Десятий ряд: Відзнака за експедиційну службу Повітряних сил (США) із золотою рамкою[en] і одним бронзовим пучком дубового листя, Відзнака за тривалу службу у Повітряних силах (США) з одним срібним і трьома бронзовими пучками дубового листя , стрічка експерта Військово-повітряних сил зі стрільби;
- Одинадцятий ряд: Нашивка за проходження курсу підготовки Повітряних сил (США), медаль НАТО за службу в Міжнародних силах сприяння безпеці, медаль Визволення Кувейту (Кувейт);
- Дванадцятий ряд: Знак пілота-командира ВВС США[en], знак космічних операцій базового рівня[en];
- Тринадцятий ряд: Знак Європейського командування США, знак Об'єднаного комітету начальників штабів, знак Штаб-квартири ВПС[en].

## Військові звання
| Знаки | Звання            | Дата             |
| ----- | ----------------- | ---------------- |
|       | Генерал           | 11 серпня 2016   |
|       | Генерал-лейтенант | 24 сенятбря 2013 |
|       | Генерал-майор     | 2 серпня 2011    |
|       | Бригадний генерал | 2 листопада 2007 |
|       | Полковник         | 1 липня 2002     |
|       | Підполковник      | 1 січня 1998     |
|       | Майор             | 1 березня 1994   |
|       | Капітан           | 2 червня 1986    |
|       | Перший лейтенант  | 2 червня 1984    |
|       | Другий лейтенант  | 2 червня 1982    |